# Cacique Doble
Cacique Doble este un oraș în Rio Grande do Sul (RS), Brazilia.